# ریبینو
ریبینو (به بلغاری: Ribino) یک منطقهٔ مسکونی در بلغارستان است که در شهرستان کروموفگراد واقع شده‌است.